# David Maître
David Maitre, né le 22 février 1980 à Ivry-sur-Seine, est un nageur français spécialiste des épreuves de nage libre. Durant sa carrière, il est licencié au sein du club grenoblois des Grenoble Université Club.

## Palmarès

### Championnats d'Europe
- Championnats d'Europe 2004 à Vienne (Autriche) :
  -  Médaille d'or du 4 × 50 m nage libre (Alain Bernard Romain Barnier Frédérick Bousquet).
- Championnats d'Europe 2005 à Trieste (Italie) :
  -  Médaille d'argent du 4 × 50 m nage libre (Julien Sicot Alain Bernard Frédérick Bousquet).
- Championnats d'Europe 2006 à Helsinki (Finlande) :
  -  Médaille d'argent du 4 × 50 m nage libre (Frédérick Bousquet Julien Sicot Alain Bernard).
- Championnats d'Europe 2007 à Debrecen (Hongrie) :
  -  Médaille d'argent du 4 × 50 m nage libre (Antoine Galavtine Alain Bernard Amaury Leveaux).
- Championnats d'Europe 2009 à Istanboul (Turquie) :
  -  Médaille d'or du 4 × 50 m nage libre (Amaury Leveaux Jérémy Stravius Frédérick Bousquet).